# Clasificación de discontinuidades
Las funciones continuas son de suma importancia en matemática y en distintas aplicaciones. Sin embargo, no todas las funciones son continuas. Puede ocurrir que una función no sea continua en todo su dominio de definición. Si una función no es continua en un punto, se dice que la función tiene una discontinuidad en ese punto y que la función es discontinua. En este artículo se describe la clasificación de discontinuidades para el caso más simple de funciones de una sola variable real.

## Conceptos previos
Considérese una función y= f(x), de variable real x, definida para todo valor de x excepto posiblemente para un cierto valor x= a. Es decir, f(x) está definida para x < a y para x > a. Definamos también:

### Tendencia de una función
Considérese el concepto de tendencia de la función: f(x), en la proximidad de un punto: a, antes de emplear el concepto de límite, más formal.
Se dice que una función f(x) tiende a un valor c, cuando x tiende a a por la izquierda, si a medida que x toma valores más próximos a a, sin llegar nunca a ser a, e inferiores a a, el valor de la función f(x) se aproxima progresivamente a c, siendo c un número real, entonces se dice que la función converge por la izquierda en c, o que la función es convergente por la izquierda.
Si cuando x se aproxima a a, sin llegar al valor de a, y con valores inferiores a a, toma valores cada vez mayores, sin poder determinar un valor real que el valor de la función no pueda superar, se dice que la función tiende a infinito cuando x tiende a a por la izquierda, del mismo modo si cuando x se aproxima progresivamente a a, sin llegar a ser a y con valores inferiores a a, el valor de la función toma valores inferiores cada vez, sin poder determinar un número real mínimo que la función no pueda superar, se dice que la función tiende a menos infinito, cuando la variable tiende a a por la izquierda. En estos dos casos se dice que la función diverge cuando [n
o x tiende a a por la izquierda.
Si cuando la variable x toma valores progresivamente más próximos a a, pero distintos de a e inferiores a a, la función oscila entre un valor superior Ls y un valor inferior Li, siendo Ls el valor real más pequeño que la función no puede superar cuando x tiende a a por la izquierda, y Li es el valor más alto para el que la función permanece por encima cuando x tiende a a por la izquierda, se dice que la función oscila entre los valores Ls y Li cuando x tiende a a por la izquierda, y por lo tanto la función, en este caso no tiene límite.
Si para valores de x próximos a a, inferiores a a, no existe por no estar definida o por no existir ningún número real como resultado de f(x), se dice que f(x) no existe a la izquierda de a.
{\displaystyle \forall x<a\left\{{\begin{array}{l}\exists f(x)\left\{{\begin{array}{l}\exists \displaystyle \lim _{x\to a^{-}}f(x)\left\{{\begin{array}{ll}\displaystyle \lim _{x\to a^{-}}f(x)=c&\longrightarrow \quad {\text{Convergente}}\\\\\displaystyle \lim _{x\to a^{-}}f(x)=\pm \infty &\longrightarrow \quad {\text{Divergente}}\end{array}}\right.\\\\\nexists \displaystyle \lim _{x\to a^{-}}f(x)\longrightarrow \quad {\text{Oscilante}}\end{array}}\right.\\\\\nexists f(x)\longrightarrow \quad {\text{No existe}}\end{array}}\right.}
Por el mismo razonamiento se puede determinar la tendencia de la función f(x), cuando x tiende a a, sin llegar a ser a y con valores mayores que a, diciendo que x tiende a a por la derecha, con los mismos resultados que los obtenidos por la izquierda.
{\displaystyle \forall x>a\left\{{\begin{array}{l}\exists f(x)\left\{{\begin{array}{l}\exists \displaystyle \lim _{x\to a^{+}}f(x)\left\{{\begin{array}{ll}\displaystyle \lim _{x\to a^{+}}f(x)=c&\longrightarrow \quad {\text{Convergente}}\\\\\displaystyle \lim _{x\to a^{+}}f(x)=\pm \infty &\longrightarrow \quad {\text{Divergente}}\end{array}}\right.\\\\\nexists \displaystyle \lim _{x\to a^{+}}f(x)\longrightarrow \quad {\text{Oscilante}}\end{array}}\right.\\\\\nexists f(x)\longrightarrow \quad {\text{No existe}}\end{array}}\right.}
Según el caso que f(x) presente cuando x tiende a a por la derecha y por la izquierda y el valor de la función en el punto a: f(a), se podrá determinar la continuidad de la función en el punto a, o los distintos tipos de discontinuidad.

### Límite de una función
El límite por izquierda en a, es decir, el límite al aproximarse al valor x= a mediante valores menores de a, como:
{\displaystyle L^{-}=\displaystyle \lim _{x\to a^{-}}f(x)}
El límite por derecha en a, es decir, el límite al aproximarse al valor x= a mediante valores mayores de a, como:
{\displaystyle L^{+}=\displaystyle \lim _{x\to a^{+}}f(x)}
Si estos dos límites en el entorno del punto a existen y son iguales se dice que la función tiene límite en este punto.
{\displaystyle \left.{\begin{array}{l}\displaystyle \lim _{x\to a^{-}}f(x)=L^{-}\\\\\displaystyle \lim _{x\to a^{+}}f(x)=L^{+}\\\\L^{-}=L^{+}=L\end{array}}\right\}\quad \displaystyle \lim _{x\to a}f(x)=L}
En cualquier otro caso se dice que la función no tiene límite en ese punto.

### Límite superior y límite inferior
A pesar de que una función exista pero no tenga límite en un punto, podemos diferenciar un límite superior e inferior.
Se dice que una función tiene límite superior por la izquierda, en un punto a, si existe una cuota superior: Ls, que el límite no supera cuando se aproxima a a por la izquierda:
{\displaystyle \limsup _{x\rightarrow a^{-}}f(x)=\varlimsup _{x\rightarrow a^{-}}f(x)=Ls^{-}}
Del mismo modo se dice que una función tiene límite inferior por la izquierda, en un punto a, si existe una cuota inferior: Li, por debajo de la cual el límite no puede estar cuando se aproxima a a por la izquierda:
{\displaystyle \liminf _{x\rightarrow a^{-}}f(x)=\varliminf _{x\rightarrow a^{-}}f(x)=Li^{-}}
Se dice que una función tiene límite superior por la derecha, en un punto a, si existe una cuota superior: Ls, que el límite no supera cuando se aproxima a a por la derecha:
{\displaystyle \limsup _{x\rightarrow a^{+}}f(x)=\varlimsup _{x\rightarrow a^{+}}f(x)=Ls^{+}}
También se dice que una función tiene límite inferior por la derecha, en un punto a, si existe una cuota inferior: Li, por debajo de la cual el límite no puede estar cuando se aproxima a a por la derecha:
{\displaystyle \liminf _{x\rightarrow a^{+}}f(x)=\varliminf _{x\rightarrow a^{+}}f(x)=Li^{+}}
Si el límite superior por la derecha y por la izquierda coinciden, se lo menciona sencillamente de límite superior, del mismo modo, si el límite inferior por la derecha y por la izquierda coinciden se lo menciona como el límite inferior.
{\displaystyle \limsup _{x\rightarrow a}f(x)=\varlimsup _{x\rightarrow a}f(x)=Ls}
{\displaystyle \liminf _{x\rightarrow a}f(x)=\varliminf _{x\rightarrow a}f(x)=Li}
Pero esta coincidencia no tiene porque darse en todos los casos.

### Función Continua
Si una función tiene límite en un parámetro y su valor coincide con el valor de la función en ese punto, entonces la función es continua en ese punto:
{\displaystyle \left.{\begin{array}{r}\displaystyle {\lim _{x\to a}f(x)=L}\\f(a)=L\end{array}}\right\}{\text{continua}}}
en cualquier otro caso es discontinua en ese punto.

## Tipos de discontinuidades
La discontinuidad de una función en un punto puede ser clasificada en:
{\displaystyle \mathrm {Funci{\acute {o}}n} \left\{{\begin{array}{l}\mathrm {continua} \\\mathrm {discontinua} {\color {Red}\left\{{\begin{array}{l}\mathrm {evitable} \\\mathrm {esencial} {\color {PineGreen}\left\{{\begin{array}{l}\mathrm {de\;1^{a}\;especie} {\color {Blue}\left\{{\begin{array}{l}\mathrm {de\;salto\;finito} \\\mathrm {de\;salto\;infinito} \\\mathrm {asint{\acute {o}}tica} \end{array}}\right.}\\\mathrm {de\;2^{a}\;especie} \end{array}}\right.}\\\end{array}}\right.}\end{array}}\right.}

### Discontinuidad evitable
Una función presenta discontinuidad evitable en un punto a, si existe el límite en el punto, pero la función en ese punto, f(a), tiene un valor distinto o no existe, veamos estos dos casos.
Si el límite, cuando x tiende a a, es c, y el valor de la función evaluada en a es d, la función es discontinua en a.
{\displaystyle \left\{{\begin{array}{l}\left.{\begin{array}{l}\displaystyle {\lim _{x\to a^{-}}f(x)=c}\\\displaystyle {\lim _{x\to a^{+}}f(x)=c}\end{array}}\right\}\displaystyle {\lim _{x\to a}f(x)=c}\\f(a)=d\end{array}}\right.}
Si el límite cuando x tiende a a es c, pero la función no existe en ese punto (el punto no pertenece al dominio), la función es discontinua en a.
{\displaystyle \left\{{\begin{array}{l}\left.{\begin{array}{l}\displaystyle {\lim _{x\to a^{-}}f(x)=c}\\\displaystyle {\lim _{x\to a^{+}}f(x)=c}\end{array}}\right\}\displaystyle {\lim _{x\to a}f(x)=c}\\\nexists f(a)\end{array}}\right.}
Sabiendo que una función es continua en un punto, cuando tiene límite en ese punto, y el valor del límite es el mismo que el valor de la función en ese punto, las dos discontinuidades anteriores se pueden evitar asignando a la función, en el punto de discontinuidad, el valor del límite en ese punto.
{\displaystyle \left\{{\begin{array}{l}\left.{\begin{array}{l}\displaystyle {\lim _{x\to a^{-}}f(x)=c}\\\displaystyle {\lim _{x\to a^{+}}f(x)=c}\end{array}}\right\}\displaystyle {\lim _{x\to a}f(x)=c}\\f(a)=c\end{array}}\right.}

### Discontinuidad esencial o no evitable
Se dice que una función presenta una discontinuidad esencial cuando se produce algunas de las siguientes situaciones:
Discontinuidad de primera especie: si los límites laterales son distintos, o al menos uno de ellos diverge.
Discontinuidad de segunda especie: si la función, al menos en uno de los lados del punto, no existe o no tiene límite.

#### Discontinuidad de primera especie
En este tipo de discontinuidad existen tres tipos:

##### De salto finito
Existen los límites por la derecha y por la izquierda del punto, su valor es finito, pero no son iguales:
A este tipo de discontinuidad de primera especie se le llama salto finito, y el salto (Δy) viene dado por:
{\displaystyle \Delta y=\left|\lim _{x\to {a}^{-}}f(x)-\lim _{x\to {a}^{+}}f(x)\right|}
Si la función tiende a c, cuando x tiende a a por la izquierda, y tiende a d cuando lo hace por la derecha, en el punto x = a, se presenta un salto, independientemente del valor de la función en ese punto.
{\displaystyle \left\{{\begin{array}{l}\displaystyle {\lim _{x\to a^{-}}f(x)=c}\\\displaystyle {\lim _{x\to a^{+}}f(x)=d}\\\nexists f(a)\end{array}}\right.}
Así podemos ver que son discontinuidades de salto finito:
{\displaystyle \left\{{\begin{array}{l}\displaystyle {\lim _{x\to a^{-}}f(x)=c}\\\displaystyle {\lim _{x\to a^{+}}f(x)=d}\\f(a)=c\end{array}}\right.}
{\displaystyle \left\{{\begin{array}{l}\displaystyle {\lim _{x\to a^{-}}f(x)=c}\\\displaystyle {\lim _{x\to a^{+}}f(x)=d}\\f(a)=d\end{array}}\right.}
{\displaystyle \left\{{\begin{array}{l}\displaystyle {\lim _{x\to a^{-}}f(x)=c}\\\displaystyle {\lim _{x\to a^{+}}f(x)=d}\\f(a)=e\end{array}}\right.}

##### De salto infinito
Si uno de los límites laterales es infinito y el otro finito, tanto si el límite por la izquierda es finito y el de la derecha infinito:
{\displaystyle \left.{\begin{array}{c}\displaystyle {\lim _{x\to a^{-}}f(x)=L}\\\displaystyle {\lim _{x\to a^{+}}f(x)=\pm \infty }\end{array}}\right\}{\text{discontinuidad de salto infinito}}}
Así podemos ver los casos:
{\displaystyle \left\{{\begin{array}{l}\displaystyle {\lim _{x\to a^{-}}f(x)=c}\\\displaystyle {\lim _{x\to a^{+}}f(x)=+\infty }\end{array}}\right.}
{\displaystyle \left\{{\begin{array}{l}\displaystyle {\lim _{x\to a^{-}}f(x)=c}\\\displaystyle {\lim _{x\to a^{+}}f(x)=-\infty }\end{array}}\right.}

como en el caso de que el límite por la izquierda sea infinito y por la derecha finito:
{\displaystyle \left.{\begin{array}{c}\displaystyle {\lim _{x\to a^{-}}f(x)=\pm \infty }\\\displaystyle {\lim _{x\to a^{+}}f(x)=L}\end{array}}\right\}{\text{discontinuidad de salto infinito}}}
Donde se puede ver:
{\displaystyle \left\{{\begin{array}{l}\displaystyle {\lim _{x\to a^{-}}f(x)=+\infty }\\\displaystyle {\lim _{x\to a^{+}}f(x)=c}\end{array}}\right.}
{\displaystyle \left\{{\begin{array}{l}\displaystyle {\lim _{x\to a^{-}}f(x)=-\infty }\\\displaystyle {\lim _{x\to a^{+}}f(x)=c}\end{array}}\right.}

Se dice que la discontinuidad es de salto infinito.

##### Discontinuidad asintótica
Si los dos límites laterales de la función en el punto x = a son infinitos:
{\displaystyle \left.{\begin{array}{c}\displaystyle {\lim _{x\to a^{-}}f(x)=\pm \infty }\\\displaystyle {\lim _{x\to a^{+}}f(x)=\pm \infty }\end{array}}\right\}{\text{discontinuidad }}\mathrm {asint{\acute {o}}tica} }
A este tipo de discontinuidad de primera especie se le llama discontinuidad asintótica, siendo x = a la asíntota.
{\displaystyle \left\{{\begin{array}{l}\displaystyle {\lim _{x\to a^{-}}f(x)=+\infty }\\\displaystyle {\lim _{x\to a^{+}}f(x)=+\infty }\end{array}}\right.}
{\displaystyle \left\{{\begin{array}{l}\displaystyle {\lim _{x\to a^{-}}f(x)=+\infty }\\\displaystyle {\lim _{x\to a^{+}}f(x)=-\infty }\end{array}}\right.}
{\displaystyle \left\{{\begin{array}{l}\displaystyle {\lim _{x\to a^{-}}f(x)=-\infty }\\\displaystyle {\lim _{x\to a^{+}}f(x)=+\infty }\end{array}}\right.}
{\displaystyle \left\{{\begin{array}{l}\displaystyle {\lim _{x\to a^{-}}f(x)=-\infty }\\\displaystyle {\lim _{x\to a^{+}}f(x)=-\infty }\end{array}}\right.}

#### Discontinuidad de segunda especie
Si la función no existe en uno de los lados del punto, o no existen alguno, o ambos, de los límites laterales de la función en ese punto, se dice que la función presenta una discontinuidad de segunda especie en ese punto.
{\displaystyle \left\{{\begin{array}{l}\displaystyle {\lim _{x\to a^{-}}f(x)=c}\\\forall x\geq a:\;\nexists f(x)\end{array}}\right.}
{\displaystyle \left\{{\begin{array}{l}\forall x\leq a:\;\nexists f(x)\\\displaystyle {\lim _{x\to a^{+}}f(x)=c}\end{array}}\right.}
NO es una discontinuidad de segunda especie una función definida en un solo punto, o más generalmente, en un conjunto insolado de puntos. Toda función definida en ese tipo de conjuntos es continua.
{\displaystyle \left\{{\begin{array}{l}\left.{\begin{array}{l}\forall x<a:\;\nexists f(x)\\\forall x>a:\;\nexists f(x)\end{array}}\right\}\forall x\neq a:\;\nexists f(x)\\f(a)=c\end{array}}\right.}
Si la función existe, pero no tiene límite:
{\displaystyle \left\{{\begin{array}{l}\displaystyle {\lim _{x\to a^{-}}f(x)=c}\\\displaystyle {\nexists \lim _{x\to a^{+}}f(x)}\end{array}}\right.}
{\displaystyle \left\{{\begin{array}{l}\displaystyle {\nexists \lim _{x\to a^{-}}f(x)}\\\displaystyle {\lim _{x\to a^{+}}f(x)=c}\end{array}}\right.}
{\displaystyle \left\{{\begin{array}{l}\displaystyle {\nexists \lim _{x\to a^{-}}f(x)}\\\displaystyle {\nexists \lim _{x\to a^{+}}f(x)}\end{array}}\right.}

## Caso de continuidad
Una función y = f(x) es continua en un punto a, si los límites por la derecha y la izquierda son iguales, y coinciden con el valor de la función en ese punto.
{\displaystyle \left\{{\begin{array}{l}\left.{\begin{array}{l}\displaystyle {\lim _{x\to a^{-}}f(x)=c}\\\displaystyle {\lim _{x\to a^{+}}f(x)=c}\end{array}}\right\}\displaystyle {\lim _{x\to a}f(x)=c}\\f(a)=c\end{array}}\right.}

## Continuidad lateral
Una función a pesar de ser discontinua en un punto, puede tener lo que se denomina continuidad lateral.

### Continua por la izquierda
Una función f(x) se dice que tiene continuidad por la izquierda de un punto a, si el límite por la izquierda coincide con el valor de la función en a.
{\displaystyle \left\{{\begin{array}{l}\displaystyle {\lim _{x\to a^{-}}f(x)=c}\\f(a)=c\end{array}}\right.}

### Continua por la derecha
Una función f(x) se dice que tiene continuidad por la derecha de un punto a, si el límite por la derecha coincide con el valor de la función en a.
{\displaystyle \left\{{\begin{array}{l}{\underset {x\to {a}^{+}}{lim}}\;f(x)=c\\\\f(a)=c\end{array}}\right.}

## Ejemplos

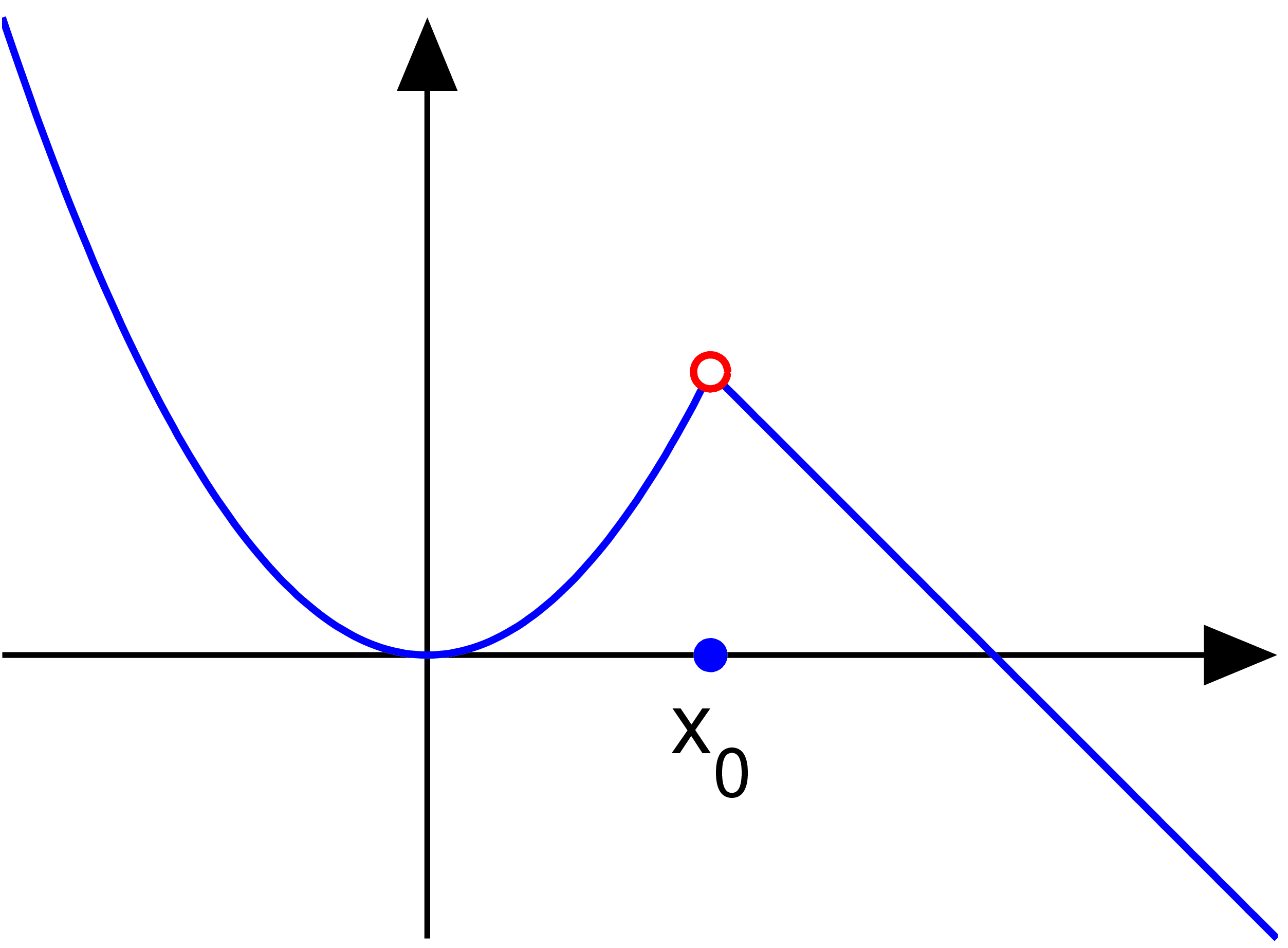
Función del ejemplo 1, : una discontinuidad evitable.

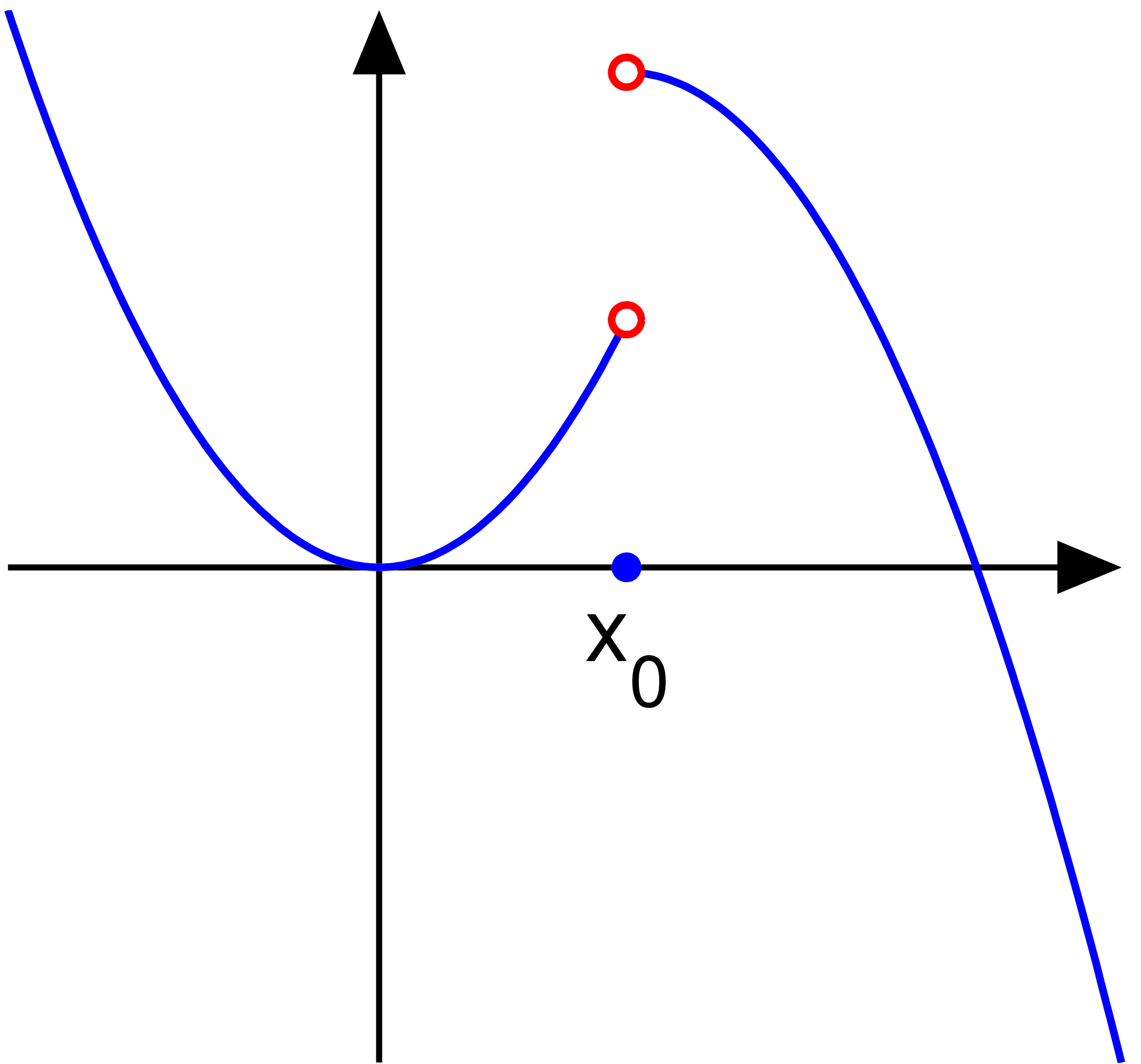
Función del ejemplo 2, : una discontinuidad por salto.

Función del ejemplo 3, : una discontinuidad esencial.

- 1.  Sea la función

{\displaystyle f_{1}(x)=\left\{{\begin{matrix}x^{2}&{\mbox{ para }}x<1\\0&{\mbox{ para }}x=1\\2-x&{\mbox{ para }}x>1\end{matrix}}\right.}
El punto {\displaystyle x_{0}=1} es una discontinuidad evitable. Esta función puede hacerse continua simplemente redefiniendo la función en este punto para que valga {\displaystyle f_{1}(x_{0})=1}.
- 2. Sea la función

{\displaystyle f_{2}(x)=\left\{{\begin{matrix}x^{2}&{\mbox{ para }}x<1\\0&{\mbox{ para }}x=1\\2-(x-1)^{2}&{\mbox{ para }}x>1\end{matrix}}\right.}
El punto {\displaystyle x_{0}=1} es una discontinuidad por salto.
- 3. Sea la función

{\displaystyle f_{3}(x)=\left\{{\begin{matrix}\sin {\frac {5}{x-1}}&{\mbox{ para }}x<1\\0&{\mbox{ para }}x=1\\{\frac {0.1}{x-1}}&{\mbox{ para }}x>1\end{matrix}}\right.}
El punto {\displaystyle x_{0}=1}  una discontinuidad esencial, para lo cual hubiese bastado que uno de los dos límites laterales no exista o sea infinito (en este caso se cumple para ambos límites laterales: para el límite por izquierda y para el límite por derecha).
- 4. Funciones que no son continuas en ninguna parte

Existen funciones que no son continuas en ningún punto. La más conocida es la función característica de Q, es decir, la función que toma como valor 1 cuando x pertenece al conjunto de los racionales, y 0 si no.
Obviamente, no se puede dibujar su curva, que está constituida por una infinidad de puntos en la recta y= 0, y una infinidad (menor) de puntos en la recta y= 1.
- 5. Discontinuidad evitable.

Una función presenta un punto de Discontinuidad evitable si en ese punto se cumple que:
1. {\displaystyle \lim _{x\to a^{-}}f(x)=\lim _{x\to a^{+}}f(x)}
2. {\displaystyle \nexists f(a)}

Pueden ser transformadas en otra función continua, dándole a f(a) el valor adecuado que la hace continua. Si modificamos una función obtenemos otra función, no la misma, por ello se dice que son evitables.
ejemplo:
La función:
{\displaystyle f(x)={\frac {x^{2}-4}{x-2}}}
Presenta los siguientes límites por la izquierda y por la derecha:
{\displaystyle \lim _{x\to 2^{-}}{\frac {x^{2}-4}{x-2}}=4}
{\displaystyle \lim _{x\to 2^{+}}{\frac {x^{2}-4}{x-2}}=4}
pero la función para x= 2 no está definida:
{\displaystyle f(2)={\frac {x^{2}-4}{x-2}}={\frac {0}{0}}}
en este un caso de discontinuidad evitable y además de un modo sencillo:
{\displaystyle f(x)={\frac {x^{2}-2^{2}}{x-2}}}
lo que es lo mismo:
{\displaystyle f(x)={\frac {(x+2)(x-2)}{x-2}}}
simplificando:
{\displaystyle f(x)=(x+2)\,}
esta función es continua para todo x de valor real y es equivalente a la primera función, excepto en que la primera es discontinua para x= 2.
- 6. Discontinuidad de primera especie

Una función presenta una discontinuidad de primera especie en un punto x1, si en este punto se cumple que:
{\displaystyle \lim _{x\to 1^{-}}f(x)\neq \lim _{x\to 1^{+}}f(x)}
se produce un salto en los extremos.
Un ejemplo de función con discontinuidad de este estilo es por ejemplo:

{\displaystyle f(x)=\sum _{k=1}^{\infty }{\frac {\sin(kx)}{k}}}

Que es continua (y diferenciable) en todos los puntos, excepto en los puntos {\displaystyle \scriptstyle x_{n}=2n\pi } con {\displaystyle \scriptstyle n\in \mathbb {Z} }.
- 7. Discontinuidad de segunda especie

Son las que tienen puntos para los que existe solo uno de los límites laterales o ninguno.
{\displaystyle \nexists \lim _{x\to x_{1}^{-}}f(x)} o {\displaystyle \nexists \lim _{x\to x_{1}^{+}}f(x)}
Por ejemplo la función {\displaystyle f(x)={\sqrt {x}}}. Ésta tiene una discontinuidad de segunda especie en 0 pues no existe el límite:
{\displaystyle \lim _{x\to 0^{-}}f(x)}
- 8. Discontinuidad asintótica

La discontinuidad viene marcada por una asíntota vertical. Se cumple lo siguiente:
{\displaystyle \lim _{x\to 1^{-}}f(x)=\pm \infty }
{\displaystyle \lim _{x\to 1^{+}}f(x)=\pm \infty }
En la gráfica podemos ver la función:
{\displaystyle y={\cfrac {1}{x-x_{1}}}}
Donde {\displaystyle x_{1}} es un valor conocido, que presenta una asíntota vertical para {\displaystyle x=x_{1}}